# العلاقات الدنماركية البوتانية
العلاقات الدنماركية البوتانية هي العلاقات الثنائية التي تجمع بين الدنمارك وبوتان.

## مقارنة بين البلدين
هذه مقارنة عامة ومرجعية للدولتين:
| وجه المقارنة                                              | الدنمارك                                                     | بوتان          |
| --------------------------------------------------------- | ------------------------------------------------------------ | -------------- |
| المساحة (كم2)                                             | 42.92 ألف                                                    | 38.39 ألف      |
| عدد السكان (نسمة)                                         | 5.79 مليون                                                   | 807.61 ألف     |
| الكثافة السكانية (ن./كم²)                                 | 134.9                                                        | 21.04          |
| العاصمة                                                   | كوبنهاغن                                                     | تيمفو          |
| اللغة الرسمية                                             | اللغة الدنماركية                                             | لغة دزونكا     |
| العملة                                                    | كرونة دنماركية                                               | نغولترم بوتاني |
| الناتج المحلي الإجمالي (بليون دولار)                      | 324.87 مليار                                                 | 2.51 مليار     |
| الناتج المحلي الإجمالي (تعادل القوة الشرائية) بليون دولار | 278.61 مليار                                                 | 6.49 مليار     |
| الناتج المحلي الإجمالي الاسمي للفرد دولار أمريكي          | 51.99 ألف                                                    | 2.66 ألف       |
| الناتج المحلي الإجمالي للفرد دولار أمريكي                 | 45.54 ألف                                                    | 7.82 ألف       |
| مؤشر التنمية البشرية                                      | 0.900                                                        | 0.605          |
| رمز المكالمات الدولي                                      | +45                                                          | +975           |
| رمز الإنترنت                                              | .dk                                                          | .bt            |
| المنطقة الزمنية                                           | توقيت وسط أوروبا، ت ع م+02:00، ت ع م+01:00، أوروبا/كوبنهاجن ‏ | ت ع م+06:00    |

## منظمات دولية مشتركة
يشترك البلدان في عضوية مجموعة من المنظمات الدولية، منها:
| علم المنظمة | اسم المنظمة                        | تاريخ انضمام الدنمارك | تاريخ انضمام بوتان |
| ----------- | ---------------------------------- | --------------------- | ------------------ |
|             | وكالة ضمان الاستثمار متعدد الأطراف | 12 أبريل 1988         | 21 أكتوبر 2014     |
|             | منظمة الشرطة الجنائية الدولية      | ?                     | ?                  |
|             | منظمة حظر الأسلحة الكيميائية       | ?                     | ?                  |
|             | الأمم المتحدة                      | 24 أكتوبر 1945        | 21 سبتمبر 1971     |
|             | مؤسسة التمويل الدولية              | 20 يوليو 1956         | 1 ديسمبر 2003      |
|             | يونسكو                             | 4 نوفمبر 1946         | 13 أبريل 1982      |
|             | مؤسسة التنمية الدولية              | 30 نوفمبر 1960        | 28 سبتمبر 1981     |
|             | بنك التنمية الآسيوي                | 1966                  | 1982               |
|             | البنك الدولي للإنشاء والتعمير      | 30 نوفمبر 1960        | 28 سبتمبر 1981     |
|             | الاتحاد البريدي العالمي            | ?                     | ?                  |
|             | الاتحاد الدولي للاتصالات           | 1866                  | 15 سبتمبر 1988     |

## وصلات خارجية
- موقع وزارة الخارجية الدنماركية
- موقع وزارة الخارجية البوتانية